# Ryan Kelly (giocatore di football americano)
Ryan Patrick Kelly (West Chester, 30 maggio 1993) è un giocatore di football americano statunitense che milita nel ruolo di centro per gli Indianapolis Colts della National Football League (NFL). Fu scelto 18º assoluto nel Draft NFL 2016 dai Colts. Al college ha giocato a football per Alabama..

## Biografia

### Carriera universitaria
Kelly frequentò l'Università dell'Alabama e giocò con gli Alabama Crimson Tide dal 2011 al 2015. Con essi vinse tre campionati NCAA (2011, 2012 e 2015) e nell'ultima stagione fu premiato con il Rimington Trophy come miglior centro a livello universitario e votato unanimemente All-American.

### Carriera professionistica
Kelly fu scelto come 18º assoluto nel Draft NFL 2016 dagli Indianapolis Colts. Debuttò come professionista partendo come titolare nella gara del primo turno persa contro i Detroit Lions. Partì come titolare in tutte le 16 partite della stagione 2016.
Il 17 agosto 2017, fu rivelato che Kelly sarebbe stato operato al piede dopo una frattura sofferta in allenamento. Kelly saltò i primi quattro turni della stagione 2017, e partì come titolare nei successivi sette. Durante la partita del dodicesimo turno, Kelly soffrì una commozione cerebrale che lo costrinse a terminare in anticipo la propria stagione.
Nel 2018, Kelly partì come centro titolare dei Colts per la stagione 2018, e disputò dodici partite da titolare. La linea offensiva dei Colts si dimostrò tra la più solide della lega, permettendo solamente 18 sack agli avversari, e permettendo al running back Marlon Mack di far registrare 908 yard corse e nove touchdown. I Colts terminarono la stagione regolare con un record di 10–6, aggiudicandosi il secondo posto nella division e la prima partecipazione ai play-off dal 2014.
Nel 2019 Kelly disputò tutte le 16 partite come titolare venendo convocato per il suo primo Pro Bowl al posto dell'infortunato Maurkice Pouncey. L'anno successivo fu inserito nel Second-team All-Pro.

## Palmarès
- Convocazioni al Pro Bowl: 4

2019, 2020, 2021, 2023
- Second-team All-Pro: 1

2020